# Челино Атаназио
Челѝно Атана̀зио (на италиански: Cellino Attanasio) е малко градче и община в Южна Италия, провинция Терамо, регион Абруцо. Разположено е на 443 m надморска височина. Населението на общината е 2695 души (към 2010 г.).